# Лора Мадлен
Лора Хаунсъм (на английски: Laura Hounsom) е английска актриса и писателка, авторка на произведения в жанра исторически любовен роман. Пише под псевдонима Лора Мадлен (на английски: Laura Madeleine).

## Биография и творчество
Лора Хаунсъм е родена в Девън, Англия. Има сестра, Луси Хаунсъм, която също е писателка. След средното си образование работи като озвучител на образователен софтуер на „Oxford University Press“. Завършва през 2004 г. театралната школа „Редруфс“ в Лондон, има професионални актьорски изяви и дава уроци по актьорско майсторство.
После се преориентира и през 2010 г. завършва с бакалавърска степен английска филология в „Нюнъм колидж“ на Кеймбриджкия университет. След дипломирането си работи като журналистка и писателка под различни псевдоними. Била е колумнист за блога на „Доместик слътъри“. Започва да пише първия си непубликуван роман на 19 години и го завършва в университета.
Първият ѝ роман, „Парижкият сладкар“, е публикуван под собственото ѝ име през 2015 г. Две истории – на страстната забранена любов от 1909 г. на Гийом дю Фрер с Жан, дъщерята на собственика на прочутата сладкарница Клермон, и разбулването на миналото от неговата внучка през 1988 г., се срещат на фона на френското сладкарско изкуство и чаровния буржоазен и бохемски Париж.
Лора Хаунсъм живее в Бристол.

## Произведения

### Самостоятелни романи
- The Confectioner's Tale (2015)
Парижкият сладкар, изд. „Гурме пъблишинг“, София (2015), прев. Надя Баева
- Where The Wild Cherries Grow (2017)

### Филмография
- 2004 Фантомът от операта, The Phantom of the Opera